# (8475) Всевоиванов
(8475) Всевоиванов (лат. Vsevoivanov) — типичный астероид главного пояса, открыт 13 августа 1985 года советским астрономом Николаем Черных в Крымской астрофизической обсерватории и 20 марта 2000 года назван в честь советского и российского астрофизика Всеволода Иванова.

## Обнаружение и именование
(8475) Всевоиванов
Открыт 13 августа 1985 года в Крымской астрофизической обсерватории Н. С. Черных.
Всеволод Владимирович Иванов (р. 1934) — профессор Санкт-Петербургского университета и астрофизик-теоретик, известный своими работами по теории переноса излучения. Его монография по теоретической астрофизике использовалась в качестве учебника двумя поколениями студентов российских университетов.
Оригинальный текст (англ.)8475 Vsevoivanov
Discovered 1985 Aug. 13 by N. S. Chernykh at the Crimean Astrophysical Observatory.
Vsevolod Vladimirovich Ivanov (b. 1934) is a professor at St. Petersburg University and a theoretical astrophysicist known for his works on the theory of radiation transfer. His monograph on theoretical astrophysics has been used as a textbook by two generations of students at Russian universities.
Источники: 20000320/MPCPages.arc; M.P.C. 39651.

## Орбита

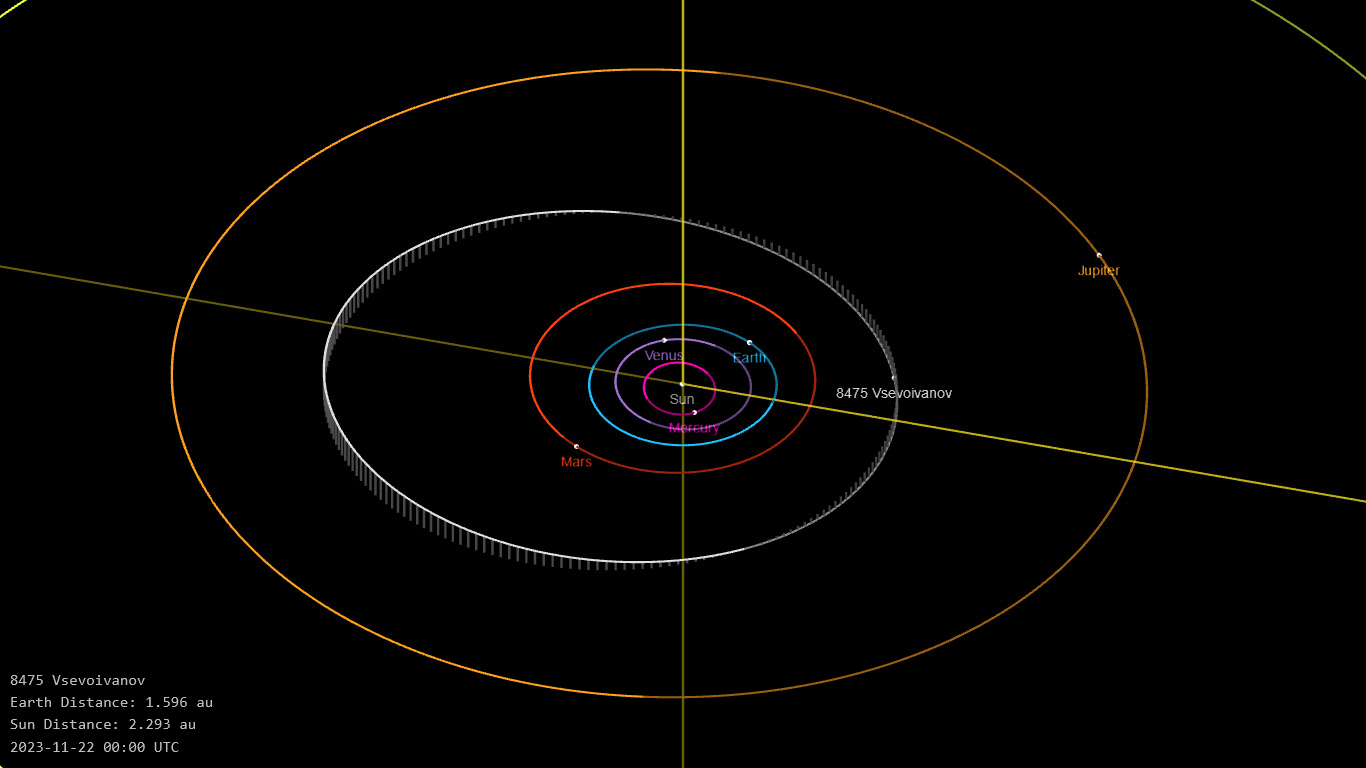
Орбита астероида Всевоиванов и его положение в Солнечной системе

## Физические характеристики
Астероид относится к таксономическому классу C.
По результатам наблюдений в видимом и ближнем инфракрасном диапазоне космического телескопа NEOWISE и наблюдений в инфракрасном диапазоне спутника Akari диаметр астероида оценивался равным 14,345±0,391 км, 17,11±0,50 км, 15,85±4,32 км и 13,12±3,15 км. Согласно тем же источникам альбедо оценивается как 0,0594±0,0073, 0,043±0,003, 0,059±0,007, 0,037±0,023 и 0,065±0,037.